# Ellen Pompeo
Ellen Pompeo (ur. 10 listopada 1969 w Everett) – amerykańska aktorka, występuje w roli Meredith Grey w serialu Chirurdzy, za którą otrzymała Satelitę.

## Życiorys
Zanim została aktorką, pracowała w barze SoHo Bar & Grill, gdzie w 1996 odkrył ją przedstawiciel agencji reklamowej i zaproponował jej udział w reklamie telewizyjnej. Debiutowała w dramacie Mila księżycowego światła. Wystąpiła też gościnnie w serialach Przyjaciele i Zawód glina. W telewizji MTV prowadzi program Punk'd.
Jej matka zmarła, kiedy Pompeo miała zaledwie 4 lata. Ma pięcioro starszego rodzeństwa. Na swoje 37. urodziny zaręczyła się z producentem muzycznym Chrisem Iverym. Pobrali się 9 listopada 2007, w przeddzień 38. urodzin aktorki, w ratuszu na Manhattanie. Świadkiem na ich ślubie był burmistrz Nowego Jorku Michael Bloomberg. 15 września 2009 urodziła córkę Stellę Lunę.

## Filmografia
- 1990: Prawo i porządek jako Laura Kendrick
- 1994–2004: Przyjaciele jako Missy Goldberg
- 1996: Prawo i porządek jako Jenna Weber
- 1999: Już nadchodzi jako zdenerwowana dziewczyna
- 1999–2000: Luzik Guzik jako Nina Adler
- 1999–2000: Strangers with Candy jako Lizzy Abrams
- 2000: Eventual Wife jako Beth
- 2000: In the Weeds jako Martha
- 2000: Strong Medicine jako Quincy Dunne
- 2001–2002: Zawód glina jako Sue
- 2002: Mila księżycowego światła jako Bertie Knox
- 2002: Złap mnie, jeśli potrafisz jako Marci
- 2003: ‘Moonlight Mile’: A Journey to Screen jako ona sama
- 2003: Undermind jako Flynn
- 2003: Daredevil jako Karen Page
- 2003: Old School: Niezaliczona jako Nicole
- 2003: ‘Old School’ Orientation jako ona sama
- 2004: Reguły sztuki jako Sandra Walker
- 2004: Zakochany bez pamięci jako Naomi
- 2004: Nobody’s Perfect jako Veronica
- 2005: Życie to impreza  jako Phoebe
- 2005–: Chirurdzy jako Meredith Grey

## Nagrody i nominacje
Hollywoodzkie Stowarzyszenie Prasy Zagranicznej – Złoty Glob
- 2006: nominacja w kategorii najlepsza aktorka w serialu dramatycznym za rolę w serialu Chirurdzy

Amerykańska Gildia Aktorów Filmowych – Aktor
- 2006: nominacja w kategorii najlepszy zespół aktorski w serialu dramatycznym w serialu Chirurdzy
- 2007: wygrana w kategorii najlepszy zespół aktorski w serialu dramatycznym w serialu Chirurdzy
- 2008: nominacja w kategorii najlepszy zespół aktorski w serialu dramatycznym w serialu Chirurdzy

Międzynarodowa Akademia Prasowa – Nagroda Satelita
- 2007: wygrana w kategorii najlepsza aktorka w serialu dramatycznym za rolę w serialu Chirurdzy